# Карна (богиня)
Карна (лат. Carna) — древнеримская богиня, покровительница важнейших органов человеческого тела. Имя Карна происходит от слова caro, что означает мясо. Святилище богини находилось на Целиевом холме в Риме, жертвоприношение совершалось 1 июня. Овидий соотносил её с богиней Кардеей.
Персонаж по имени Карна упоминается и в древнерусской эпической поэме «Слово о полку Игореве» при описании горя, охватившего Русь после разгрома Игорева войска. Некоторые авторы отождествляли Карну из «Слова» с римской Карной (историк XIX века А. В. Лонгинов; в более позднее время к этой гипотезе обращалась М. А. Салмина, отмечавшая, что «[т]ак как обряд жертвоприношения связывался с культом мертвых, считалось, что Карна имела отношение к преисподней, аду»). Большинство исследователей, однако, считают славянскую Карну (и её спутницу Желю) персонификациями горя и плача (от «карити» — оплакивать и «жалеть»).